# 토비 폭스
토비 폭스(영어: Toby Fox, 1991년 10월 11일 ~ )는 미국의 비디오 게임 개발자 겸 작곡가이다. 2015년 9월 15일에 출시 된 비디오 게임 언더테일의 개발자로 널리 알려져 있다. 델타룬도 그가 개발한 게임으로 제1장은 2018년 10월 31일에 발표되었다. 웹 코믹 홈스턱(Homestuck) , 비디오 게임 하이브스왑(Hiveswap)의 음악을 맡기도 하였다. 2019년 폭스는 닌텐도 계열사들과 협력하여 슈퍼 스매시브라더스 얼티밋, 포켓몬스터 소드·실드와 같은 게임용 음악을 작곡했다.

## 경력
폭스는 매사추세츠주, 보스턴에 있는 노스이스턴 대학교에서 환경 과학을 전공했다. 대학에 다니면서 다양한 음악을 작곡하였다. 앤드류 허시의 2009년 웹 코믹 홈스턱의 음악은 고등학교 3학년 때 작곡한 것이다. 허시는 2009년 4월 폭스가 홈스턱의 음악 작업에 참여하고 싶다고 했을 때 처음엔 응하지 않았다. 하지만 허시는 새로 시작한 MS 페인트 어드벤처스의 댓글로 폭스가 자신의 피아노 곡을 업로드 하자 자신의 작업 내용을 폭스에게 보내주었다. 2017년 폭스는 홈스턱의 비디오 게임 버전인 하이브스왑, 언더테일의 아티스트인 테미 챙의 줄거리가 짧은 게임인 협곡탈출(Escaped Chasm), 게임프리크의 2019년 롤프레잉 게임인 리틀 타운 히어로 등의 음악을 작업하여, 마침내 포켓몬의 음악 담당 히토미 사토와 함께 작업하게 된다. 토비 폭스는 포켓몬스터 소드·실드의 사운드 트랙을 작곡했다.

### 언더테일
폭스가 유명세를 탄 것은 2015년 출시된 롤플레잉 비디오 게임 언더테일 덕분이다. 이 게임은 1백만 카피 이상 판매되어 공전의 히트를 기록하였고 "팝 문화 현상"의 하나가 되었다. 폭스는 게임 전체를 혼자서 작업했고 그래픽 부분만 테미 챙에게 도움을 요청했다. 폭스는 이미 고등학교 때 RPG 매이커 2000을 사용하여 롤 플레잉 게임을 만든 적이 있다. 당시 만든 게임은 자기 형제들과 즐기기 위한 것이었다. 그는 대학교를 다니면서 언더테일의 캐릭터와 아이디어를 구상하여 노트북에 남겨두었다.
언더테일은 대중적인 호평을 받으며 광범위한 팬층을 확보했다. 폭스는 사람들의 평가에 개의치 않는다며 "이 게임은 모두를 위한 것은 아니다"라고 말했다. 언더테일은 여러 상을 수상하였고 찬사가 쏟아졌지만, 폭스 자신은 이 게임은 "틈새 시장" 용으로 "10점 만점에 8점" 정도라고 생각한다고 썼다.
2016년 폭스는 언더테일에서 사용되지 않은 음악 트랙을 선보였다. 폭스는 언더테일의 인기에 힘입어 2018년 포브스의 보브스 30 언더 30 목록에 선정되었다.
언더테일은 특히 일본에서 열광적인 붐을 일으켰으며 폭스는 자신의 집으로 슈퍼 스매시브라더스의 제작자 사쿠라이 마사히로를 초대하여 슈퍼 스매스브라더스의 차지작 제작 참여에 대해 논의하였다. 이 논의로 슈퍼 스매시브라더스 얼티밋에 언더테일의 캐릭터인 샌즈가 포함되었다. 얼티밋은 다운로드 가능 콘텐츠로 폭스의 새 음악 "Megalovania"와 언더테일 스킨을 제공한다.

### 델타룬
2018년 10월 30일, 폭스는 언더테일의 팬들에게 24 시간 안에 게임의 공식 트위터 계정을 확인해달라고 요청했다. 다음 날, 폭스는 "설문 조사"의 형태로 언더테일의 후속작인 델타룬 제1장을 발표했다. 11월 1일 폭스는 게임의 나머지 부분은 아직 작업이 이루어지지 않았지만 차차 공개될 것이라고 밝혔다. 폭스는 2012년부터 언더테일의 후속작으로 델타룬을 기획하고 있었다고 말했다. 2020년 6월 1일 기준으로 델타룬은 여전히 제1장 만을 플레이할 수 있다. 토비 폭스는 천천히 작업하여 완료한 뒤 한꺼번에 올릴 예정이라는 입장이다. 그는 "제1장 뒤의 진행을 위해 약 50여 곡의 노래"를 만들었다고 말했다. 2021년 9월 18일, 델타룬 제2장이 공개되었다. 남은 5장 중 3장,4장,5장은 한꺼번에 공개한다고 한다.
2021년 9월 17일 폭스는 "최근 전 세계가 매우 어려운 시기를 겪고 있다"는 점을 언급하며 코로나19 팬데믹으로 인한 고충을 고려하여 델타룬의 두 번째 장을 무료로 공개하였다. 2025년 6월 5일에는 첫 두 장과 함께 묶은 다음 두 장을 미화 25달러의 가격으로 출시하였다.

## 작업
| 년     | 게임 제목                   | 역할                                       |
| ------ | --------------------------- | ------------------------------------------ |
| 2015년 | 언더테일                    | 작가, 작곡가, 디렉터, 디자이너, 프로그래머 |
| 2017년 | 하이브스왑                  | 작곡가                                     |
| 2018년 | 델타룬: 1 장                | 작가, 작곡가, 디렉터, 디자이너, 프로그래머 |
| 2019년 | 협곡 탈출                   | 작곡가                                     |
| 2019년 | YIIK : 포스트 모던 RPG 2021 | 게스트 작곡가                              |
| 2019년 | 슈퍼 스매시브라더스 얼티밋  | DLC 음악 배열                              |
| 2019년 | 리틀 타운 히어로            | 작곡가                                     |
| 2019년 | 포켓몬스터 소드·실드        | 게스트 작곡가                              |
| 2022년 | 델타룬: 2 장                | 작가, 작곡가, 디렉터, 디자이너,프로그래머  |

## 같이 보기
- 언더테일
- 델타룬